# Barile
Barile község (comune) Olaszország Basilicata régiójában, Potenza megyében.

## Fekvése
A megye északi részén fekszik. Határai: Rionero in Vulture, Ginestra, Rapolla, Melfi, Ripacandida és Venosa.

## Története
Noha a vidéket már az ókorban lakták, a település első írásos említése csak 1332-ből származik. Rapolla püspökének köszönhetően népesült be, lakosai hosszú ideig adómentességet élveztek. A 14-17. században görög, majd albán menekültek telepedtek le a vidéken. Az utóbbiak itt hozták létre Basilicata legnagyobb arberes közösségét. 

## Népessége
A népesség számának alakulása:

## Főbb látnivalói
- Madonna SS. Costantinopoli-szentély
- SS. Attanasio e Rocco-templom
- Santa Maria delle Grazie-templom
- San Nicola Vescovo-templom